# Karl Schöffling
Karl Schöffling (* 4. Dezember 1921 in Sobernheim; † 6. Juli 1991 in Frankfurt am Main) war ein deutscher Internist, Diabetologe und Hochschullehrer.

## Werdegang
Karl Schöffling wurde 1921 als Sohn eines Zahnarztes in Sobernheim an der Nahe geboren. Nach dem Abitur am Gymnasiums in Idar-Oberstein 1939, Kriegsdienst und -gefangenschaft bis 1946 studierte er Medizin in Heidelberg und Frankfurt und wurde bei Franz Volhard zum Dr. med. promoviert. Ab 1952 war er an der Frankfurter Universitätsklinik als Stationsarzt und Leiter der Diabetikerambulanz tätig. 1957 folgten die Anerkennung als Facharzt für Innere Medizin, 1959 die Habilitation, in den Jahren 1962 und 1963 Studienaufenthalte in Kanada und den USA, 1964 Ernennung zum außerplanmäßigen Professor und Oberarzt in Frankfurt. 1966 wurde Schöffling an die neu gegründete Medizinisch-Naturwissenschaftliche Hochschule Ulm berufen und dort als Abteilungsleiter am Aufbau des Zentrums für Innere Medizin beteiligt. 1968 kehrte Karl Schöffling nach Frankfurt zurück und wurde Lehrstuhlinhaber für Innere Medizin und Klinische Endokrinologie an der Universität. Er wurde dort ab 1968 Mitbegründer und ab 1977 Geschäftsführender Direktor des Zentrums für Innere Medizin sowie Leiter der Abteilung Endokrinologie, Diabetologie und Stoffwechselkrankheiten am Universitätsklinikum bis zu seiner Emeritierung im Jahr 1990. 

## Würdigung
Karl Schöffling galt als führender Spezialist auf dem Gebiet der Behandlung von Menschen mit Diabetes mellitus; so war er schon in den Sechzigerjahren maßgeblich an der Weiterentwicklung der oralen Diabetestherapie beteiligt. Gemeinsam mit Helmut Mehnert begründete er das Standardwerk Diabetologie in Klinik und Praxis.

## Ehrungen (Auswahl)
- 1976: Paul-Langerhans-Medaille der Deutschen Diabetes Gesellschaft